# Municipio de Hubbard (condado de Hubbard)
El municipio de Hubbard (en inglés: Hubbard Township) es un municipio ubicado en el condado de Hubbard en el estado estadounidense de Minnesota. En el año 2010 tenía una población de 784 habitantes y una densidad poblacional de 8,39 personas por km².

## Geografía
El municipio de Hubbard se encuentra ubicado en las coordenadas 46°51′20″N 94°57′49″O / 46.85556, -94.96361. Según la Oficina del Censo de los Estados Unidos, el municipio tiene una superficie total de 93.39 km², de la cual 85,92 km² corresponden a tierra firme y (8 %) 7.47 km² es agua.

## Demografía
Según el censo de 2010, había 784 personas residiendo en el municipio de Hubbard. La densidad de población era de 8,39 hab./km². De los 784 habitantes, el municipio de Hubbard estaba compuesto por el 98,34 % blancos, el 0,89 % eran amerindios y el 0,77 % eran de una mezcla de razas. Del total de la población el 0,89 % eran hispanos o latinos de cualquier raza.